# L.A. Woman (песня)
«L.A. Woman» (с англ. — «Лос-Анджелесская женщина») — песня американской группы The Doors с альбома L. A. Woman. Авторами песни значатся все четверо музыкантов группы, текст написан Джимом Моррисоном.

## История
Композиция записана в конце декабря 1970 года — началом января 1971 года на студии «The Doors Workshop», располагавшимся по адресу: Бульвар Санта-Моника, Западный Голливуд, Лос-Анджелес. Написана она была в утренний час, что для Моррисона было нетипично. Моррисон записал свою вокальную партию в ванной комнате, которая была выбрана из-за естественной реверберации помещения. Марк Бенно исполнил партию ритм-гитары, а Джерри Шефф сыграл на басу.
Весной 1971 года «The Doors» представили своему продюсеру Полу Ротшильду, демозаписи новых песен. Полу не понравился новый материал. Среди них была и L.A. Woman, которая впоследствии дала название всей пластинке.
В 1985 году, через 14 лет после смерти Джима Моррисона, Рэй Манзарек создал клип на эту песню. Он был в ротации на канале MTV и вошёл в документальный фильм Dance on Fire.
4 августа 2010 года, на аукционе в графстве Беркшир, Великобритания, за £13 000, был продан черновик с текстом L.A. Woman написанным Моррисоном — жёлтая бумажка линованной бумаги формата А4 с различными пометками, изображением воздушного змея в сияющей вспышке и соломенным человечком. Первоначальное название звучит как «L.A: Woman».
В переиздании «40th Anniversary edition» данная песня присутствует с начальным гитарным риффом, навеянным песней «My Country Tis of Thee».

## Текст
«L. A. Woman» была отчаянным салютом Джима Лос-Анджелесу, городу, который казался Джиму теперь больным и отвратительным. «Ты — удачливая юная леди в Городе Света или всего лишь ещё один заблудший ангел в Городе Ночи?» (англ. Are you a lucky little lady in The City of Light or just another lost angel... City of Night?). Лос-Анджелес был для Джима «городом ночи» (он взял эту фразу из одноимённого романа Джона Речи 1963 года), и в другой строфе он это описывал: «Двигаясь по твоим свободным улицам / Странствуя по полуночным аллеям / Полицейские в машинах, бары с танцовщицами-топлесс / Никогда не замечаешь женщину — / такую одинокую, такую одинокую…» (англ. Drivin' down your freeways, Midnite alleys roam, Cops in cars, the topless bars Never saw a woman... So alone, so alone). По этому следовала более страшная мысль: «Мотель, деньги, убийство, безумие / Давай изменим настроение с радостного на грусть» (англ. Motel, Money, Murder, Madness, Let's change the mood from glad to sadness). В следующей строфе он обращался сам к себе с анаграммой слов «Джим Моррисон» («Jim Morrison»): «Mr. Mojo Risin'».

## Музыканты
The Doors
- Джим Моррисон — вокал
- Робби Кригер — соло-гитара
- Рэй Манзарек — клавишные
- Джон Денсмор — барабаны

Приглашённые музыканты
- Марк Бенно — ритм-гитара
- Джерри Шеф — бас-гитара

## Версия Билли Айдола
В 1990 году Билли Айдол выпустил кавер-версию песни на своём альбоме Charmed Life. В том же году песня была ремикширована и выпущена синглом. На обратную сторону семидюймового сингла была помещена песня «License to Thrill», завершающая Charmed Life. В 12" и CD-издание была добавлена внеальбомная песня «Lovechild». На «L.A. Woman» был снят клип, в котором Билли Айдол следовал за блондинкой в белом платье по экзотическим барам и клубам ночного Лос-Анджелеса. На начальных кадрах клипа показана Мэрилин Монро в своём знаменитом белом платье, распятая на линии электропередач. Песня получила ротацию на радио и MTV, и достигла 52 места в чарте Billboard Hot 100 и 18 в чарте Mainstream Rock.
Айдол называл The Doors в качестве наиболее повлиявших на него исполнителей.

### Список композиций
7": Chrysalis - 1C 006-3 23578 7 
1. «L.A. Woman (edit)» — 4:01
2. «License to Thrill» (Билли Айдол, Кит Форси) — 6:00

CD: Chrysalis - 1C 560 — 3 23578 2 
1. «L.A. Woman (edit)» — 4:01
  - В 12" версии сингла содержится альбомная версия песни, длящаяся 5:26[5]
2. «License to Thrill» — 6:00
3. «Lovechild» (Билли Айдол) — 5:41

## Кавер-версии
«Странный Эл» Янкович включил небольшой фрагмент песни в свою первую медли-польку «Polkas on 45» с альбома 1984 года «Weird Al» Yankovic in 3-D.
Американская группа Jane's Addiction играла песню в качестве медла «L.A. Medley», состоящего также из песен «Nausea» лос-анджелесской панк-группы X и «Lexicon Devil» панк-группы The Germs.
Финская рок-группа Leningrad Cowboys выпустила кавер-версию песни на своём первом альбоме 1988 года 1917-1987.
Американская рок-группа Days of the New записали кавер-версию песни для трибьют-альбома The Doors 2000 года Stoned Immaculate: The Music of The Doors.
Американская группа Particle записала кавер-версию песни для своего альбома 2006 года Transformations Live, в качестве гитариста на песне отметился Робби Кригер.
Английский диджей и продюсер Пол Окенфолд сделал свой ремикс песни, который прозвучал во втором эпизоде первого сезона сериала «Californication».